# フラカンのフェイクでいこう
フラカンのフェイクでいこうは、日本のロックバンド、フラワーカンパニーズのアルバム。
1995年5月20日、アンティノスレコードよりリリース。

## 概要
メジャー・デビュー作。下部に記した再発盤CD「フラカンのフェイクでいこう+恋をしましょう+7」の発売に伴い、現在は廃盤。

## 収録曲
| 全作詞: 鈴木けいすけ、全編曲: フラワーカンパニーズ。 |                                   |              |                            |      |
| #                                                    | タイトル                          | 作詞         | 作曲                       | 時間 |
| 1.                                                   | 「むきだしの赤い俺」              | 鈴木けいすけ | 鈴木けいすけ               | 5:39 |
| 2.                                                   | 「今池の女」                      | 鈴木けいすけ | グレート前川、鈴木けいすけ | 5:06 |
| 3.                                                   | 「父さん、ケッタを貸してくれん?」 | 鈴木けいすけ | グレート前川、鈴木けいすけ | 3:41 |
| 4.                                                   | 「アイ・アム・バーニング」        | 鈴木けいすけ | グレート前川、鈴木けいすけ | 3:34 |
| 5.                                                   | 「プラスチックにしてくれ」        | 鈴木けいすけ | 鈴木けいすけ               | 2:37 |
| 6.                                                   | 「フェイクでいこう」              | 鈴木けいすけ | グレート前川、鈴木けいすけ | 2:42 |
| 7.                                                   | 「ライトを消して走れ」            | 鈴木けいすけ | 竹安堅一、鈴木けいすけ     | 3:45 |
| 8.                                                   | 「さよならバイバイ」              | 鈴木けいすけ | 竹安堅一、鈴木けいすけ     | 3:05 |
| 合計時間:                                            | 合計時間:                         | 合計時間:    | 30:09                      |      |

## フラカンのフェイクでいこう+恋をしましょう+7
1st album「フラカンのフェイクでいこう」とミニアルバム「恋をしましょう」をまとめたものに、ボーナス・トラックとして過去のライブ音源を収録した再発アルバム。全曲リマスタリング音源。
ちなみに「恋をしましょう」は2nd album「フラカンのマイ・ブルー・ヘブン」のあとに発売されたものだが、収録時間の関係でこちらに収録された。

### 収録内容
- 1～8：上記収録内容と同じ
- 9～12：「恋をしましょう」参照。
- 13. ライトを消して走れ（渋谷ON AIR WEST '96.2.26） (7:15)
- 14. さよならバイバイ（下北沢CLUB QUE '95.12.18） (2:45)
- 15. フェイクでいこう（神戸チキン・ジョージ　'97.3.29） (2:35)
- 16. 恋をしましょう（神戸チキン・ジョージ '97.3.29） (4:16)
- 17. くるったバナナ（神戸チキン・ジョージ　'97.3.29） (5:10)
- 18. 裸のブルース（下北沢CLUB QUE '96.7.20） (4:16)
- 19. 薄い影（下北沢CLUB QUE '96.7.20） (4:20)